# Popradzka Grań

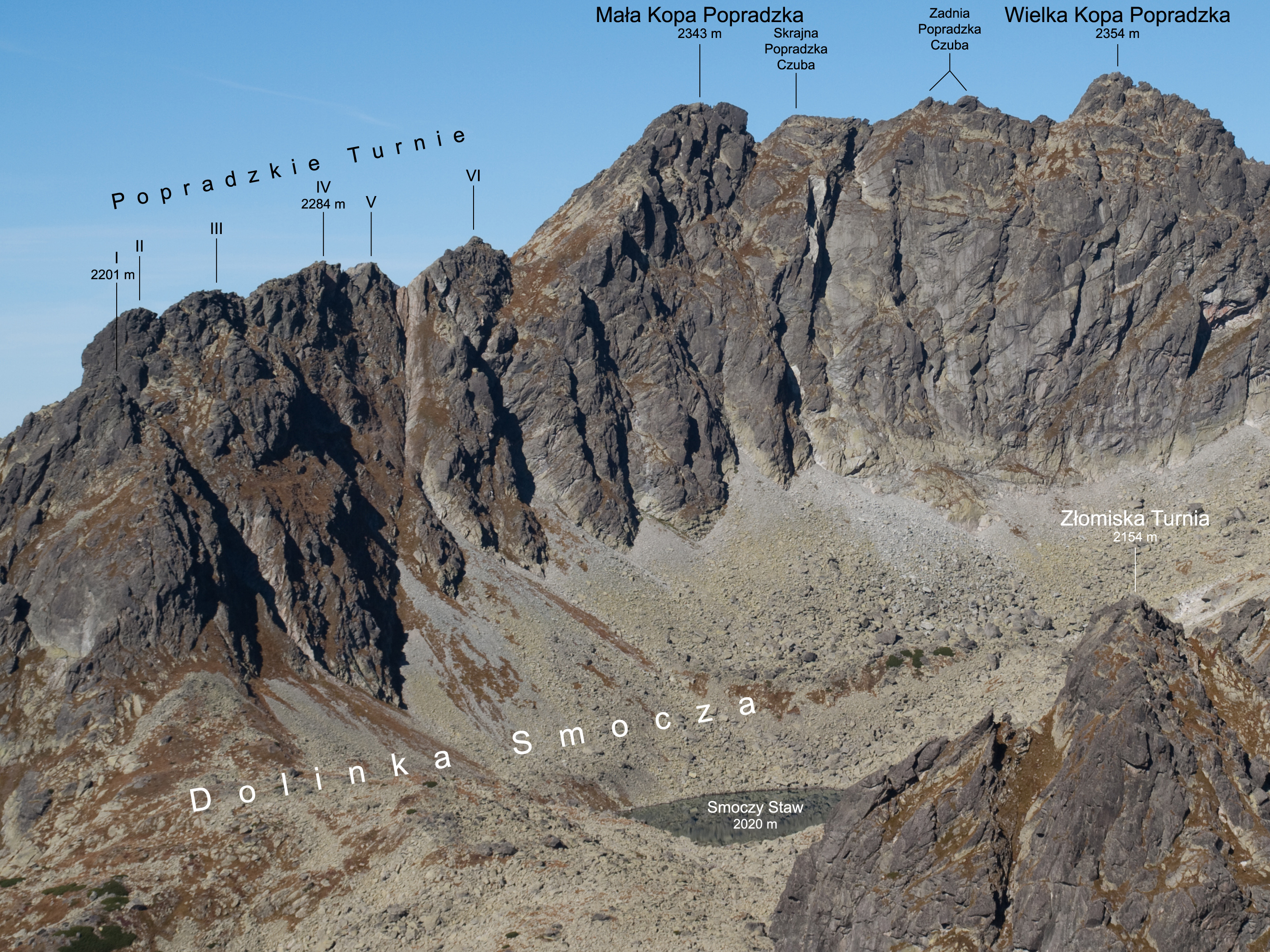
Popradzka Grań, Mała i Wielka Kopa Popradzka – widok ze Stwolskiej Przełęczy

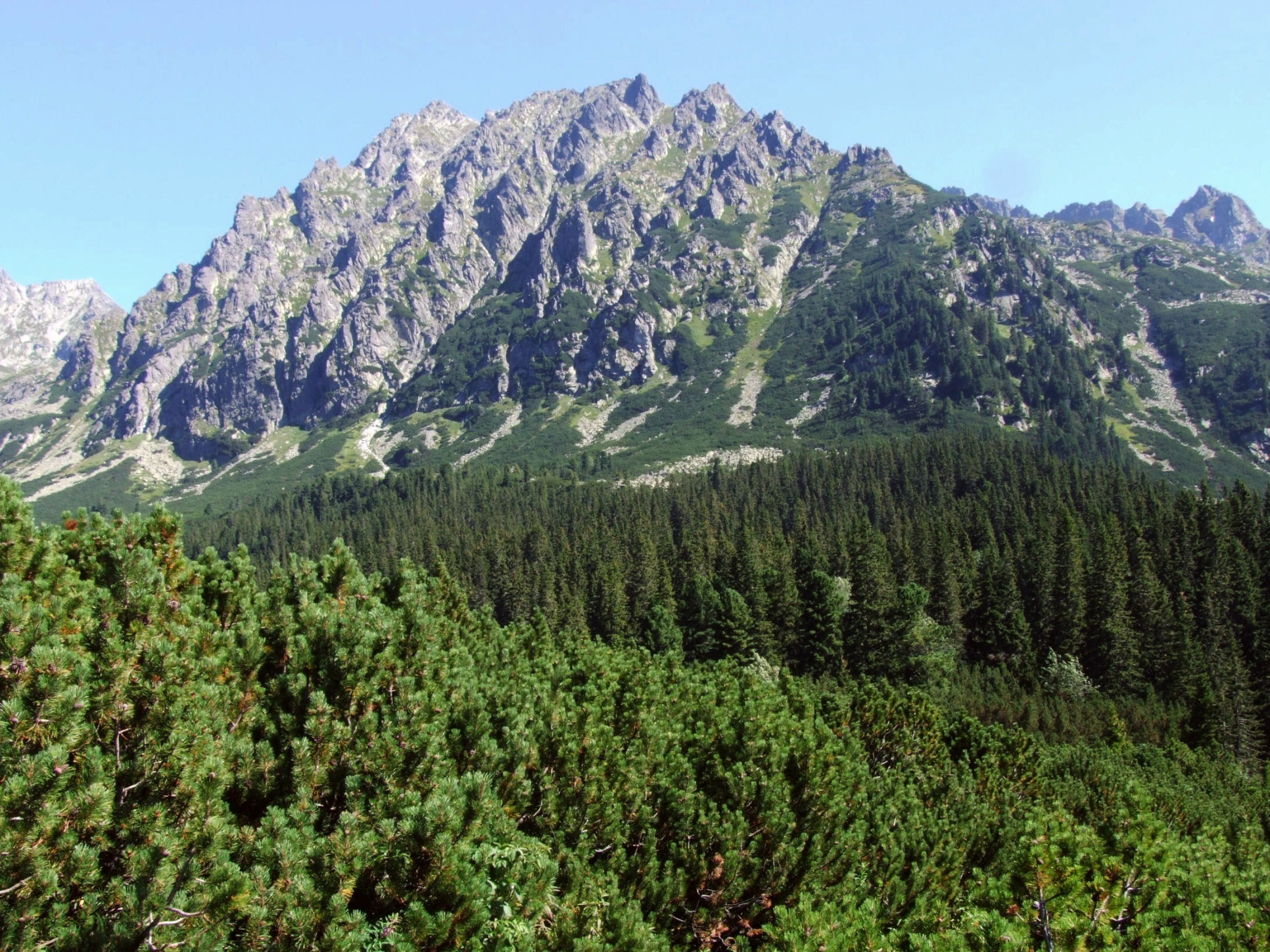
Widok spod Skrajnej Baszty

Popradzka Grań (słow. Popradský hrebeň) – końcowy odcinek bocznej grani Ciężkiego Szczytu, na południe od Małej Kopy Popradzkiej w słowackich Tatrach Wysokich. Grań ma przebieg południkowy i oddziela główny ciąg Doliny Mięguszowieckiej od Dolinki Smoczej. Występujące w grani turnie są oznaczone numerami. W kolejności od północy na południe w grani tej wyróżnia się następujące obiekty:
- Wyżnia Popradzka Przełączka (Vyšná popradská štrbina),
- Popradzka Turnia VI (Popradská veža VI),
- Pośrednia Popradzka Przełączka (Prostredná popradská štrbina) ~2170 m,
- Popradzka Turnia V (Popradská veža V),
- Popradzka Turnia IV (Popradská veža IV) 2283 m,
- Popradzka Turnia III (Popradská veža III),
- Popradzka Turnia II (Popradská veža II),
- Niżnia Popradzka Przełączka (Nižná popradská štrbina),
- Popradzka Turnia I (Popradská veža I).

Wybitne są dwie przełączki: Pośrednia i Niżnia. Oprócz sześciu numerowanych turni występuje tu jeszcze wiele mniejszych turniczek.
Pierwsze wejścia:
- na Popradzką Turnię I i II: Lajos Károly Horn, Jenő Serényi i Jenő Wachter, 12 sierpnia 1906 r.,
- przez Popradzkie Turnie od I do VI na Wyżnią Popradzką Przełączkę: Lajos Károly Horn, Jenő Serényi i Jenő Wachter, 4 sierpnia 1907 r.,
- przejście całej grani w zejściu: Oskar E. Meyer i Georg Zindler, 9 czerwca 1908 r.